# Критерії конвергенції
Критерії конвергенції (зближення) (convergence criteria), Маастрихтські критерії — умови, виконання яких дає державам ЄС право приєднатися до третього етапу Економічного й монетарного союзу (ЕМС). Договір про ЄС визначає п'ять критеріїв конвергенції, які стосуються цінової стабільності, дефіциту бюджету, державного боргу, стабільності національної валюти та відсоткових ставок. А саме:
- відношення державного бюджетного дефіциту до валового внутрішнього продукту не повинно перевищувати 3 %;
- відношення державного боргу до валового внутрішнього продукту не повинно перевищувати 60 %;
- стабільність цін і сталість середніх темпів інфляції протягом одного року до проведення оцінювання; при цьому показник росту інфляції не може більш ніж на півтора відсотки перевищувати відповідні показники трьох найкращих (з погляду цінової стабільності) країн-членів;
- довгострокова номінальна відсоткова ставка не повинна перевищувати більш, ніж на два відсотки відповідні показники трьох найкращих (з погляду цінової стабільності) країн-членів;
- протягом щонайменше двох років і без значного напруження з боку відповідної країни, нормальне відхилення величини обмінного курсу не повинно виходити за граничні значення, передбачені механізмом обмінного курсу країн-членів.